# 七公五
七公五（牧夫座Nu1）是一顆橙色的K型巨星，視星等 +5.04，距離地球大約872光年。
它的半徑是太陽的38 ± 2倍。

## 外部連結
- HR 5763（页面存档备份，存于）
- L91b 251 （页面存档备份，存于）
- Image Nu1 Boötis